# Barraca del camí del Mas Roig XIII
La Barraca del camí del Mas Roig XIII és una obra del Pla de Santa Maria (Alt Camp) inclosa a l'Inventari del Patrimoni Arquitectònic de Catalunya.

## Descripció
És una barraca de planta rectangular, exempta i orienta al sud. La coberta és de terrer i la cornisa horitzontal acabada amb pedres col·locades al rastell. A l'esquerra hi ha un petit paravents amb una menjadora, i a la dreta hi ha un breu muret de pedra sobrera.
El seu interior és rectangular i mesura 1'80m de fondària i 3'53m d'amplada. Conté una menjadora i una fornícula o escudeller. Està coberta amb una cúpula que tanca amb lloses col·locades en angle. L'alçada màxima és de 2'66m.